# Lucky rider
Lucky Rider är en svensk tidskrift om "western lifestyle" med speciell inriktning på westernridning. Tidningen utkommer med åtta nummer per år, och sedan 2007 distribueras tidningen förutom i Sverige även i Norge och Finland. 
Livsstilsmagasinet Lucky Rider startade 2005, och var den första tidningen på Skandinaviska marknaden som helt fokuserade på westernridning och western lifestyle. Med ett eget segment på tidningsmarknaden och en snabbt växande skara läsare så blev tidningen snart etablerad. Idag är Lucky Rider mycket känd bland alla som är intresserade av westernridning och western lifestyle och en av de största aktörerna bland hästmagasin i Skandinavien.
Tidningen har många prenumeranter i Finland, Norge och Danmark men är också spridd i flera länder i Europa. I Sverige, Norge och Finland finns tidningen att köpa i affärer. 
Lucky Rider utges av Lucky Rider Publishing AB. Chefredaktör och ansvarig utgivare är Åsa Wikberg.